# Clematis ranunculoides
Clematis ranunculoides är en ranunkelväxtart som beskrevs av Adrien René Franchet. Clematis ranunculoides ingår i släktet klematisar, och familjen ranunkelväxter. Utöver nominatformen finns också underarten C. r. cordata.